# Selim Jean Sfeir
Selim Jean Sfeir (Rayfoun, Gobernación del  Monte Líbano, 2 de septiembre de 1958) es un obispo católico libanés de la Iglesia maronita. Arzobispo Metropolitano de Chipre (desde 2021).

## Biografía
Selim Jean Sfeir estudió en el Seminario Patriarcal de Ghazir (Líbano), y recibió su ordenación sacerdotal (22 de mayo de 1988) de manos del obispo Michael Doumith incardinándose en el Vicariato Patriarcal de Sarba.
Después de estudios adicionales, obtuvo una licenciatura en Teología de la Universidad del Espíritu Santo de Kaslik y en Derecho canónico oriental del Pontificio Instituto Oriental de Roma. Se doctoró en ambos derechos por la Pontificia Universidad Lateranense. Como sacerdote participó activamente en la pastoral parroquial en Líbano y Chipre. En la Archieparquía de Chipre fue funcionario y jefe de la corte eclesiástica. En octubre de 2020 fue nombrado Administrador Patriarcal de la Archieparquía.
Después de que el Sínodo de la Iglesia Maronita eligiera a Selim Jean Sfeir Arzobispo de Chipre el 16 de junio de 2021, el Papa Francisco dio su consentimiento para esta elección el 19 de junio de 2021. El patriarca maronita Béchara Pierre cardenal Raï otorgó su consagración episcopal el 29 de julio de 2021 en Achkout, en su diócesis natal. Los co-consagrantes fueron el arzobispo de Trípoli, Joseph Soueif, y el obispo auxiliar Paul Rouhana OLM, responsable de Sarba. La inauguración en Chipre tuvo lugar el 5 de septiembre del mismo año. El 21 de noviembre de 2022, el Papa Francisco le otorgó el título de Abogado Rotal.
Ha publicado varios escritos y habla árabe, francés, italiano, inglés y griego moderno.